# Municipio de Center Grove (Carolina del Norte)
El municipio de Center Grove (en inglés: Center Grove Township) es un municipio ubicado en el  condado de Guilford en el estado estadounidense de Carolina del Norte. En el año 2010 tenía una población de 7.457 habitantes.

## Geografía
El municipio de Center Grove se encuentra ubicado en las coordenadas 36°12′9.13″N 79°55′45.74″O / 36.2025361, -79.9293722.